# Nilssonia (Planta)
Nilssonia es un género extinto de plantas pertenecientes a Bennettitales. Las cícadas son similares en la forma de crecimiento y morfología de las hojas, pero completamente diferente en las estructuras reproductivas. Fueron encontrados en todo el mundo durante el Triásico, Jurásico y Cretácico.

## Ubicación
- Australia.
- Estados Unidos.
- China.
- En geoparque Paleorrota en Brasil. Período Triásico, en la Formación Santa Maria.[5]